# Teddy Riley
Edward Theodore Riley (* 8. října 1967), známý především jako Teddy Riley je zpěvák-skladatel, hudebník, klávesista a hudební producent, který se zapsal do dějin tím, že vytvořil a zpopularizoval new jack swingovou scénu. V jeho nahrávkách často fúzoval hip-hopové beaty, R&B akordy s gospelovými vokály, což rovněž ovlivnilo vznikající new-jack-swingový žánr.
Spolupracoval s umělci jako Janet Jacksonová, Lady Gaga, James Ingram, Kool Moe Dee, The Jacksons, Johnny Kemp, Keith Sweat a ostatní.

## Produce
- Aaron Hall
- Abstrac
- Al B. Sure!
- Big Daddy Kane
- Blackstreet
- Bobby Brown
- Boy George
- Guy
- Heavy D & The Boyz
- Kool Moe Dee
- Keith Sweat
- Today
- Christopher Williams

## Diskografie, Teddy & Guy

### Alba
- 1988: Guy (MCA) - #1 R&B, #27 pop
- 1990: The Future (MCA) - #16 pop, #1 R&B
- 2000: Guy III (MCA) - #13 pop, #5 R&B

### Kompilační alba
- 2002: Groove Me: The Very Best Of Guy (MCA)
- 2004: The Millennium Collection (Geffen)

### Singly
- 1988: "Groove Me" - #4 Hot R&B
- 1988: "Round and round" - R&B
- 1988: "Teddy's Jam" - R&B
- 1989: "I Like" - R&B
- 1989: "My Fantasy" - R&B
- 1990: "Wanna Get with You" - #50 U.S.pop
- 1991: "Let's Chill" - #41 U.S.pop
- 1991: "Do Me Right" - R&B
- 1999: "Dancin'" - #22 U.S.pop